# 李鸿章祠
31°20′04″N 120°34′36″E / 31.33444°N 120.57667°E
李鸿章祠位于中国江苏省苏州市姑苏区山塘街845号，1998年被列为苏州市文物保护单位。

## 历史
李鸿章祠原为明文霞明孙肇祉别墅，又称靖园、塔影园。光绪二十八年（1902）江苏巡抚恩寿建李鸿章祠。现为苏州高等幼儿师范学校。1998年11月24日，苏州市人民政府公布，其入选第四批苏州市文物保护单位。